# Малаховский, Максим Леонидович
Максим Леонидович Малаховский (28 февраля 1984, Новгород, СССР) — российский футболист, полузащитник. Кандидат в мастера спорта России.

## Клубная карьера
В детстве занимался футболом в новгородской ДЮСШ «Акрон» (одноимённого предприятия), учился в школе «Исток» и гимназии № 2, в 2006 году окончил СПбГАФК имени Лесгафта. В 17 лет поступил в петербургское «Динамо», где начал играть сразу в основном составе. В 2003 году сыграл 4 матча за любительскую команду «Приозерск-Динамо», забив 3 гола в Первенстве КФК (МРО «Северо-Запад»). После этого играл в таких профессиональных клубах, как «Спартак» (Луховицы), «Лада» из Тольятти и воронежский «Факел». В 2007 году перешёл обратно в «Динамо», за которое по 2009 год провёл 63 матча и забил 8 голов. За это время побывал в аренде в «Ладе» из Тольятти и новокузнецком клубе «Металлург-Кузбасс». В 2010 году перешёл в клуб Казахстанской премьер-лиги «Окжетпес». Провёл за основной состав 13 матчей. В этом же году вернулся в Россию, в московский клуб «Торпедо-ЗИЛ». На следующий сезон перешёл в «Уфу», а в сезоне 2012/2013 выступал за тольяттинскую «Ладу» (забил за эти клубы 9 мячей). В 2013—2018 годах играл за «Зенит-Ижевск», проведя за него 131 матч и забив 33 гола. С 2018 года выступал за «Сызрань-2003». Летом 2019 года перешёл в тольяттинский «Акрон». Вместе с клубом добился выхода в ФНЛ. 10 декабря 2020 года стало известно, что футболист завершил карьеру и перейдёт на тренерскую работу.

## Тренерская карьера
В 2021 году — главный тренер молодёжного состава «Акрон-М» в первенстве и кубке МФС «Приволжье» в рамках Третьего дивизиона (ЛФК). В дальнейшем находился в тренерском штабе «Акрона». С лета 2023 года — главный тренер команды «Акрон-2» в первенстве Дивизиона «Б» Второй лиги сезона 2023 года. 11 мая 2024 года покинул «Акрон-2» в связи с истечением срока контракта.

## Достижения
«Динамо» Санкт-Петербург
- Победитель второго дивизиона (2): 2001, 2009
- Бронзовый призёр второго дивизиона: 2007

«Лада» Тольятти
- Серебряный призёр второго дивизиона: 2005
- Бронзовый призёр второго дивизиона: 2004

«Торпедо-ЗИЛ»
- Серебряный призёр второго дивизиона: 2010

«Уфа»
- Серебряный призёр второго дивизиона: 2011/12

«Зенит-Ижевск»
- Серебряный призёр второго дивизиона (3): 2014/15, 2015/16, 2016/17

«Акрон» Тольятти
- Победитель второго дивизиона (1): 2019/20

«Акрон» Новгород
- Победитель ДФЛ, высшая лига, дивизион «В» (игроки 1984 г. р.): 1997[11][12][13]